# Вармзен
Вармзен (нім. Warmsen) — громада в Німеччині, розташована в землі Нижня Саксонія. Входить до складу району Нінбург. Складова частина об'єднання громад Ухте.
Площа — 81,61 км2. Населення становить 3229 ос. (станом на 31 грудня 2021).